# Konrad Bartoszewski
Konrad Czesław Bartoszewski, ps. „Wir”, „Zadora”, „Łada”, porucznik Armii Krajowej, pisarz (ur. 5 lipca 1914 w Baranówce na Wołyniu, zm. 21 kwietnia 1987 w Lublinie) – dowódca oddziału partyzanckiego działającego pod Józefowem (powiat biłgorajski) podczas II wojny światowej.

## Życiorys
Studiował polonistykę na Uniwersytecie Warszawskim. Był uczestnikiem kampanii wrześniowej, walkę zakończył 24 września pod Tomaszowem Lubelskim.
Po klęsce kampanii zamieszkał w Józefowie, w tamtejszych okolicach rozpoczął działalność konspiracyjną w Armii Krajowej. Został dowódcą Rejonu Józefów, dowodzony przez niego oddział stoczył wiele walk z Niemcami. 25 lutego 1943 roku został aresztowany, jednak po brawurowej akcji odbił go oddział dowodzony przez podporucznika Czesława Mużacza ps. „Selim”. Następnego dnia w odwecie Niemcy rozstrzelali publicznie członków rodziny Konrada Bartoszewskiego – rodziców Janinę i Wacława oraz siostrę Wienisławę.
W akcji Sturmwind II był dowódcą zgrupowania partyzantów Armii Krajowej i autorem planu bitwy pod Osuchami. Jako jeden z nielicznych polskich dowódców biorących udział w tej bitwie przeżył.
Po wkroczeniu Armii Czerwonej do Polski, wraz z oddziałem nie złożył broni. 28 stycznia 1945 roku zaatakował więzienie Urzędu Bezpieczeństwa-Ludowego Komisariatu Spraw Wewnętrznych w Biłgoraju i odbił więzionych członków Armii Krajowej.
Oddział został rozwiązany w sierpniu 1945 roku. Sam Konrad Bartoszewski zamieszkał w Warszawie; ujawnił się w 1945 roku. W 1952 roku został aresztowany, w 1955 roku został zwolniony z powodu złego stanu zdrowia. W 1969 roku na Uniwersytecie Wrocławskim otrzymał stopień doktora nauk humanistycznych. Karierę pisarską rozpoczął publikując swoje wspomnienia z lat okupacji.
Po uzyskaniu doktoratu z filologii polskiej (poświęconemu Mieczysławowi Romanowskiemu) został pracownikiem Katolickiego Uniwersytetu Lubelskiego. Był współtwórcą Encyklopedii Katolickiej (rozpoczął pracę 1 października 1969 roku).
Był autorem izby pamięci im. Mieczysława Romanowskiego w Szkole Podstawowej w Józefowie.
Został odznaczony przez papieża Jana Pawła II orderem Pro Ecclesia et Pontifice.
Pośmiertnie nadano mu tytuł Honorowego Obywatela Józefowa.

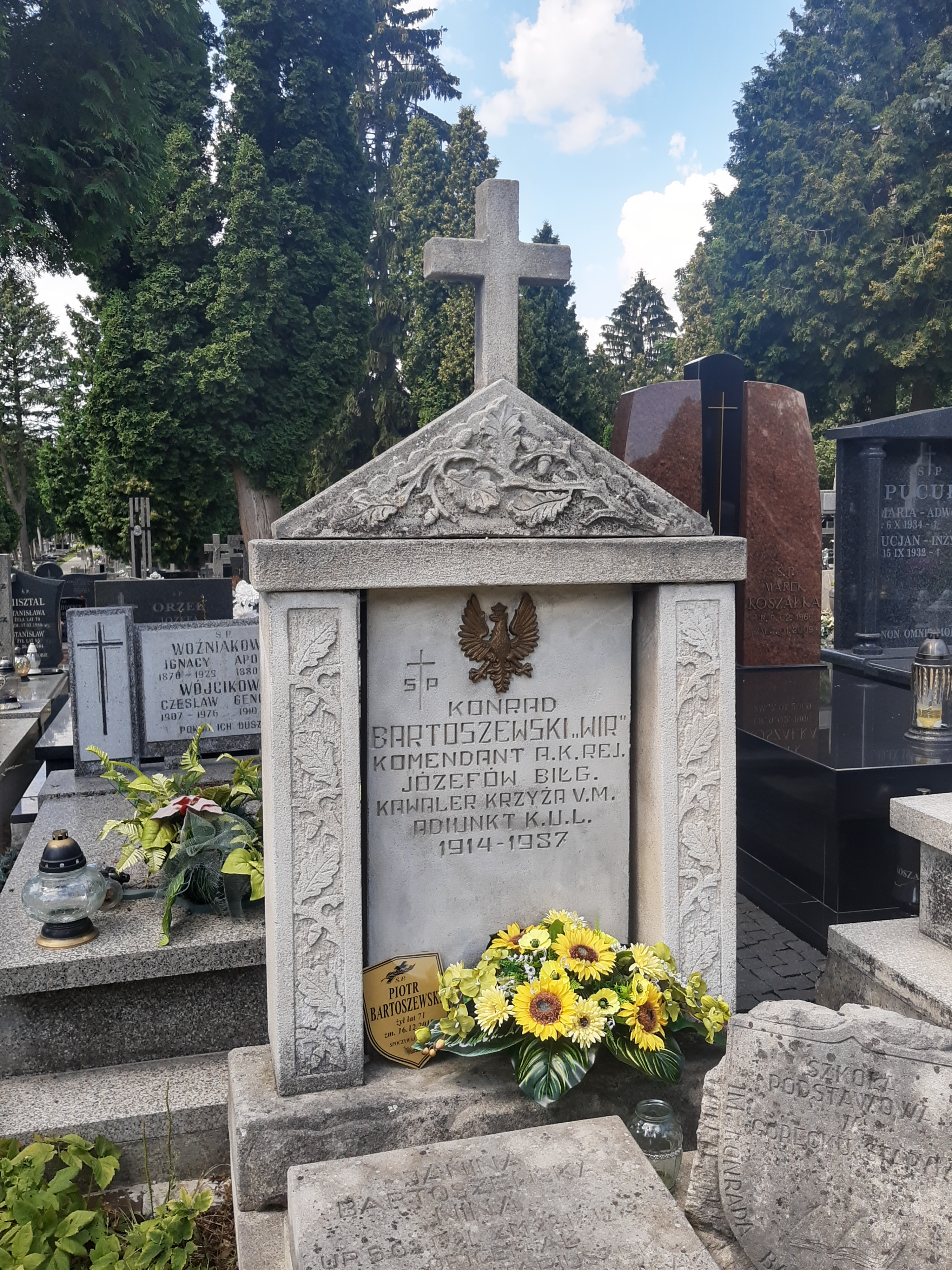
Grób Konrada Bartoszewskiego na cmentarzu przy ulicy Lipowej w Lublinie

## Twórczość
- „Sąd polowy” (1995)